# Lucien Konter
Lucien Konter (12 augustus 1925- 20 september 1990) is een voormalig voetballer uit Luxemburg. Gedurende zijn carrière speelde hij als aanvaller voor FC Rodange 91.

## Interlandcarrière
Konter kwam – inclusief B-interlands – vijf keer (drie doelpunten) uit voor de nationale ploeg van Luxemburg in 1948. Hij maakte zijn debuut op 18 juli 1948 in de vriendschappelijke wedstrijd tegen de amateurs van Frankrijk (1-4). Konter vertegenwoordigde zijn land bij de Olympische Zomerspelen 1948 in Londen, en scoorde daar twee keer in het voorrondeduel tegen Afghanistan (6-0).